# Acis and Galatea (Masque)

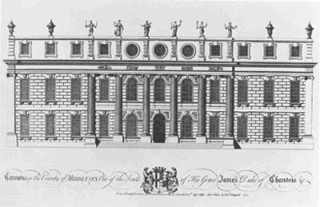
Cannons House, Middlesex

Acis and Galatea (Erste Fassung: HWV 49a) ist eine Masque (manchmal auch als Oratorio, Opera oder Pastoral-Entertainment bezeichnet) von Georg Friedrich Händel, der aber selbst für das Werk keine Gattungsbezeichnung vergeben hat.

## Entstehung
Nachdem er die Saison 1717 mit Wiederaufnahmen seiner Opern Rinaldo und Amadigi im King’s Theatre am Haymarket und der berühmten Aufführung seiner Wassermusik auf der Themse im Sommer abgeschlossen hatte, war Händel einer Einladung des Earl of Carnarvon (ab 1719 Duke of Chandos) gefolgt und verbrachte mehr als ein Jahr als Gast und Hauskomponist auf dessen Landsitz Cannons in der Grafschaft Middlesex, nicht weit von London. In dieser Zeit schrieb er für den kunstsinnigen Grafen außer Acis and Galatea auch einige Anthems, sowie das Oratorium Esther.
Händel hatte 1708 in Rom die italienischsprachige Serenata Aci, Galatea e Polifemo komponiert. Nun nahm der das Thema wieder auf und schrieb im Frühjahr 1718 Acis and Galatea, diesmal in englischer Sprache. Damit ist das Stück Händels erstes dramatisches Werk in der Sprache seiner Wahlheimat, welches aber mit der früheren Komposition keine musikalischen Gemeinsamkeiten hat. Zwar hat sich für diese erste Fassung die Gattungsbezeichnung „Masque“ durchgesetzt, sie weicht aber in einigen Merkmalen davon ab, z. B. darin, dass es keine Tänze oder gesprochene Passagen gibt und auf der anderen Seite einige Chöre einbezogen werden. Händels Partitur verzichtet auf eine Einteilung in Akte, wie es sonst in der Oper üblich war. Die fünf Figuren, von denen nur der Schäfer Coridon keinen Solopart hat, bildeten auch den einfach besetzten Chor.
Die Uraufführung war vermutlich im Park von Cannons und halbszenisch, d. h. die Sänger sangen in Kostüm und Maske vor einem gemalten Prospekt, aber mit Noten und ohne zu agieren. Sie fand in privatem Rahmen statt und hatte mutmaßlich folgende Besetzung:
- Galatea – Margherita de L’Épine (Sopran)
- Acis – James Blackley (Tenor)
- Polypheme – William Perry (Bass)
- Damon – Francis Rowe (Tenor)
- Coridon – William Rogers, alias „Mr. Hardres“ (Tenor)[2]

Es ist nicht bekannt, ob Händel selbst oder der in Cannons zuständige Johann Christoph Pepusch die Aufführung leitete.

## Aufführungsgeschichte
Im Februar 1719 veranstalteten Musikliebhaber in Wells, Somerset eine Aufführung des Werkes. Obwohl Acis and Galatea 1722 von John Walsh erstmals (noch ohne die Chorsätze) gedruckt wurde, fanden vorerst keine weiteren vollständigen Aufführungen mehr statt. Eine Benefiz-Vorstellung des Stückes für den Tenor Gaetano Filippo Rochetti  im Theatre Royal in Lincoln’s Inn Fields am 26. März 1731 änderte das. Händel war aber an dieser Aufführung nicht beteiligt.
Im Jahr darauf liefen am 17. und 19. Mai 1732 im seit 1720 bestehenden konkurrierenden Little Theatre am Haymarket zwei Vorstellungen der Masque unter der Leitung von Thomas Augustine Arne, allerdings ohne Händels Einverständnis. Dieses veranlasste ihn, sich erneut mit dem Sujet zu befassen und um diese eigenmächtige Inszenierung mit dessen mittelmäßigem Ensemble auszustechen, fertigte er eine Neubearbeitung von Acis and Galatea für seine eigene Operntruppe an, welche voller berühmter Namen war, fuhr ein großes Opernorchester und einen Chor auf und ließ diese Serenata am 10. Juni 1732 in „seinem“ ebenfalls am Haymarket befindlichen King’s Theatre aufführen, was damit also die Erstaufführung der zweiten Fassung von Acis and Galatea wurde.
Die Masque (erste Fassung) erfreute sich seit dieser Zeit in ganz England zunehmender Beliebtheit und wurde sogar, wenn auch in zum Teil stark bearbeiteter Form,  in Irland und Schweden gespielt. Damit wurde das Stück schon zu Lebzeiten Händels eines seiner meist aufgeführten Werke. Von 1763 bis 1800 konnte man es sogar fast jedes Jahr während der Fastenzeit-Konzerte in London hören, oft im Zusammenhang mit der Ode for St. Cecilia’s Day (HWV 76) von 1739.

## Mozarts Bearbeitung
Für die Masque begeisterte sich im letzten Viertel des 18. Jahrhunderts Gottfried van Swieten in Wien, der 1788 Wolfgang Amadeus Mozart beauftragte, eine Bearbeitung des Stückes anzufertigen. Diese hatte eine Übertragung des Textes in die deutsche Sprache (vermutlich in der Übersetzung van Swietens) zur Grundlage. Mozart schrieb die „Pastorale“ Acis und Galatea (KV 566) dann im November desselben Jahres. Es ist das erste Werk Händels, das Mozart neu instrumentierte. Er ergänzte je zwei Klarinetten, Fagotte und Hörner und ersetzte die Block- durch Querflöten. Später folgten noch seine Bearbeitungen von Der Messias, Das Alexanderfest und der Ode for St. Cecilia’s Day.
Im 19. Jahrhundert haben sich verschiedene Musiker mit dem Werk beschäftigt, es bearbeitet, ein- und umgebaut, wie etwa Felix Mendelssohn Bartholdy und Giacomo Meyerbeer in Deutschland, in England Cipriani Potter und Thomas Simpson Cooke. Auch in den USA wurde es in New York City im Park Theatre (Manhattan) und in Worcester (Massachusetts) gespielt. Alle Aufführungen einte, dass es starke Eingriffe in das Stück gab.
Erstmals in der Neuzeit wurde die Masque am 22. März 1926 im Gewerkschaftshaus in Kiel durch das Städtische Orchester Kiel und dem Kieler Oratorienverein unter der Leitung von Fritz Stein wiederaufgeführt. Es sangen Henny Wolff (Sopran), Franz Notholt (Tenor) und Albert Fischer (Bariton).

## Libretto
Der Stoff ist, wie das der Serenata von 1708 (HWV 72), der griechischen Mythologie entlehnt und findet sich im 13. Buch der Metamorphosen (738–891) des Ovid, siehe Akis und Galateia. Auf dieser Grundlage schrieb John Gay (zehn Jahre später der Librettist der Bettleroper) unter Verwendung von Texten von Alexander Pope das Textbuch, welches sprachlich und dramaturgisch mit dem italienischen Text der frühen Serenata nichts gemein hat. Gay stützte sich dabei auf die englische Übersetzung der textlichen Vorlage Ovids, die John Dryden 1717 in London als „The Story of Acis, Polyphemus, and Galatea“ veröffentlicht hatte. Die Idee zu diesem Projekt hatte vermutlich der schottische Arzt und Schriftsteller John Arbuthnot, ein Freund des Earl, der Gay und Pope als Librettisten ins Spiel brachte. Später wurde noch ein Arientext des bekannten Lyrikers John Hughes mit einbezogen.

## Handlung

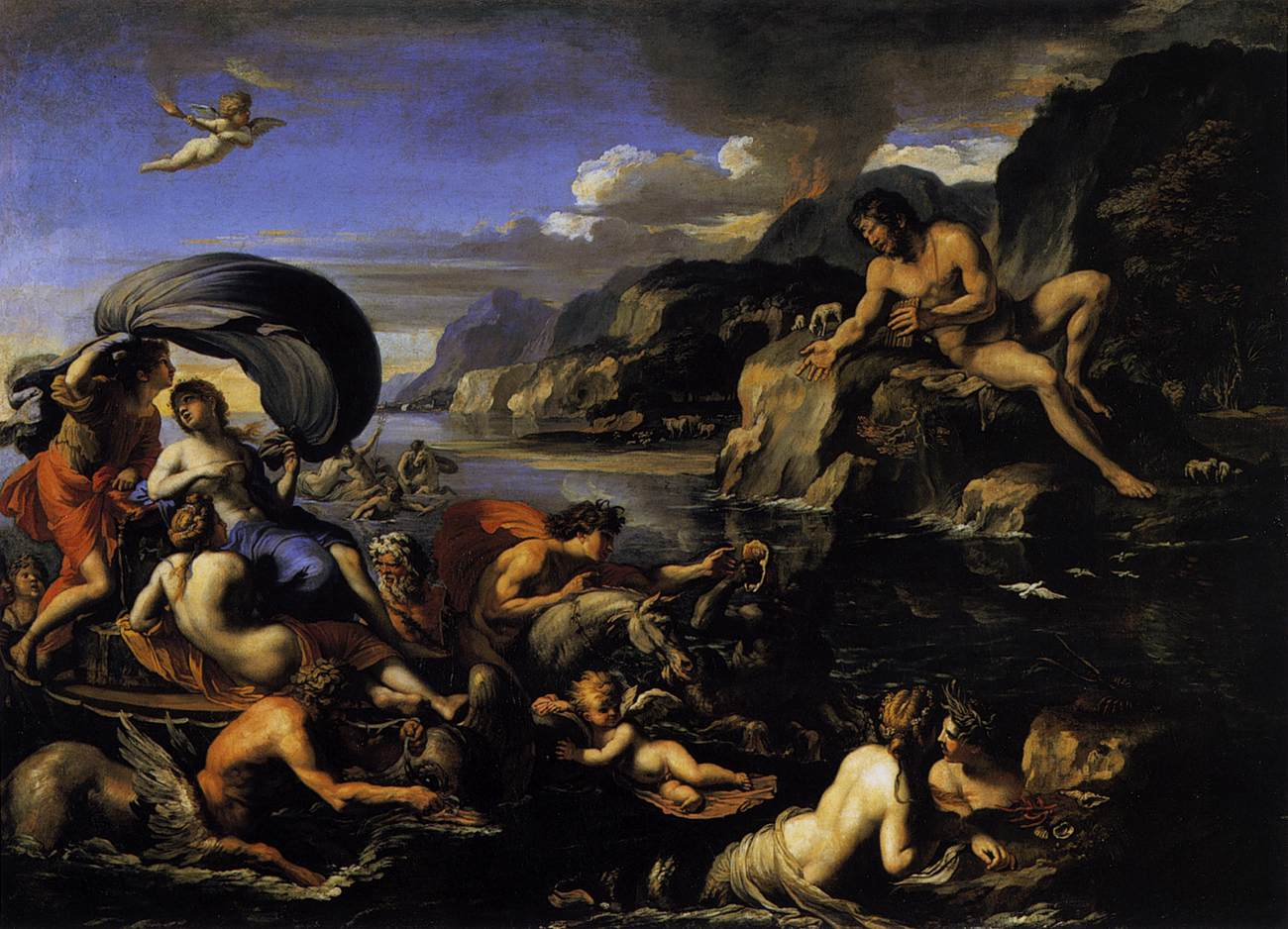
François Perrier: „Acis und Galatea weichen dem Blick des Polyphem“, 1645–1650

Galatea und Acis lieben sich und wollen einander niemals mehr verlassen. Unversehens stört der Riese Polypheme, von wilder Leidenschaft für Galatea entbrannt, das Idyll. Vergebens versucht Damon, das liebestrunkene Ungeheuer zurückzuhalten, indem er zu bedenken gibt, dass Liebe nie durch Gewalt gewonnen werden könne. Acis, durch den Riesen gereizt und verletzt, glaubt sich durch den Liebesgott gestärkt und fordert, trotz der Warnungen Damons, Polypheme zum Kampf. Der Riese erschlägt Acis mit einem Felsblock. Ein großes Klagen beginnt, Natur, Menschen und selbst die Götter trauern um den Getöteten. Galatea verwandelt den Geliebten in eine Quelle, die ewig um sie sprudelt und Liebesgesänge ertönen lässt. Zum Gott erhoben ist Acis nun ein Teil der Landschaft geworden, deshalb geht das Stück mit einem Freudengesang zu Ende.

## Musik
Wie in vielen seiner Opern und Oratorien Händels, findet Händel auch in Acis and Galatea zu einer lebendigen und plastischen Charakterisierung der handelnden Personen. Dramaturgisch geschickt fügen sich die Chorpartien ein. Das ganze Stück hat eine heiter-bukolische Grundstimmung, die genau dem entspricht, was ein junges Liebespaar füreinander empfindet. Umso mehr inspirierten Händel die Auftritte des grobschlächtigen und liebeshungrigen Riesen Polypheme zu großartigen Affektdarstellungen.
Die Masque ist durch ihre dramaturgische Ausgewogenheit, ihre stilistische Vielfalt und ihre emotionale Differenziertheit eine der beliebtesten Kompositionen Händels. Im Anhang von dessen Biographie (1760) von John Mainwaring schreibt Robert Price:

“The only Serenata (properly so called) which he made here, was ACIS and GALATEA; and it is one of the most equal and perfect of asll his compositions.”

„Die einzige Serenata (im eigentlichen Sinne), die er hier komponierte, war ACIS und GALATEA; sie ist eine seiner ausgewogensten und vollkommensten Kompositionen.“

## Orchester
Sopranino-Blockflöte, zwei Blockflöten, zwei Oboen, Streicher (keine Bratschen) und Basso continuo (Violoncello, Laute, Cembalo).
Das Orchester umfasste bei der Uraufführung vermutlich nicht mehr als sieben Spieler.

## Struktur der Masque

Beginn des Chores Nr. 10 Wretched Lovers für die fünf Sänger: Sopran (Galatea), drei Tenöre (Acis, Damon, Coridon) und Bass (Polypheme) Druck von John Walsh, London 1743

| 1. Sinfonia (2 Ob, 2 Vl, BC)                                                             |
| 2. Chorus. (2 Ob, 2 Vl, BC) Oh, the pleasure of the plains!                              |
| 3. Accompagnato. Galatea (2 Vl, BC) Ye verdant plains and woody mountains                |
| 4. Air. Galatea (BlFl picc, 2 Vl, BC) Hush, ye pretty warbling quire!                    |
| 5. Air. Acis (Ob, 2 Vl, BC) Where shall I seek the charming fair?                        |
| Recitative. Damon Stay, shepherd, stay!                                                  |
| 6. Air. Damon (2 Ob, 2 Vl, BC) Shepherd, what art thou pursuing?                         |
| Recitative. Acis Lo! Here my love!                                                       |
| 7. Air. Acis (Ob, 2 Vl, BC) Love in her eyes sits playing                                |
| Recitative. Galatea Oh! Didst thou know the pains                                        |
| 8. Air. Galatea (Ob, 2 Vl, BC) As when the dove laments her love                         |
| 9a. Duett. Acis, Galatea (2 Ob, 2 Vl, BC) Happy we!                                      |
| 10. Air. Chorus (2 Ob, 2 Vl, BC) Wretched lovers!                                        |
| 11. Accompagnato. Polypheme (2 Ob, 2 Vl, BC) I rage, I melt, I burn!                     |
| 12. Air. Polypheme (BlFl, 2 Vl, BC) O ruddier than the cherry                            |
| Recitative. Polypheme, Galatea Whither, fairest, art thou running                        |
| 13. Air. Polypheme (2 Ob, 2 Vl, BC) Cease to beauty to be suing                          |
| 14. Air. Damon (2 Ob, 2 Vl, BC) Would you gain the tender creature                       |
| Recitative. Acis His hideous love provokes my rage:                                      |
| 15. Air. Acis (2 Ob, 2 Vl, BC) Love sounds th’alarm                                      |
| 16. Air. Damon (2 Ob, 2 Vl, BC) Consider, fond shepherd                                  |
| Recitative. Galatea Cease, oh cease, thou gentle youth                                   |
| 17. Trio. Acis, Galatea, Polypheme (2 Ob, 2 Vl, BC) The flocks shall leave the mountains |
| 18. Accompagnato. Acis (2 Vl, BC) Help, Galatea! Help, ye parent gods!                   |
| 19. Chorus. (2 Ob, 2 Vl, BC) Mourn, all ye muses!                                        |
| 20a. Solo and Chorus. Galatea (2 Ob, 2 Vl, BC) Must I my Acis still bemoan               |
| Recitative. Galatea ’Tis done - thus I exert pow’r divine                                |
| 21. Air. Galatea (2 BlFl, 2 Vl, BC) Heart, the seat of soft delight                      |
| 22. Chorus. (2 Ob, 2 Vl, BC) Galatea, dry thy tears                                      |

## Diskografie (Auswahl)

### Original der ersten Fassung (HWV49a)
- Classic HDL2 (1951): William Herbert (Acis), Margaret Ritchie (Galatea), Trevor Anthony (Polypheme), Richard Lewis (Damon)
Choir and Orchestra of The Handel Society of England; Dir. Walter Goehr (149 min)
- Eterna 80095-96 (1958): Hans-Joachim Rotzsch (Acis), Ingrid Czerny (Galatea), Herbert Rössler (Polypheme), Jutta Vulpius (Damon)
Solistenvereinigung des Deutschlandsenders, Kammerorchester Berlin; Dir. Helmut Koch (in Deutsch)
- L'Oiseau-Lyre SAWO 9956/57-B (1959): Peter Pears (Acis), Joan Sutherland (Galatea), Owen Brannigan (Polypheme), David Galliver (Damon)
Philomusica of London; Dir. Adrian Boult (87 min)
- DG Archiv 4762520 (1978): Anthony Rolfe Johnson (Acis), Norma Burrowes (Galatea), Willard White (Polypheme), Martyn Hill (Damon)
The English Baroque Soloists; Dir. John Eliot Gardiner (95 min)
- Hyperion CDA663612 (1990): John Mark Ainsley (Acis), Claron McFadden (Galatea), Michael George (Polypheme), Rogers Covey-Crump (Damon)
The King's Consort; Dir. Robert King (93 min)
- Erato 2564659887 (1999): Paul Agnew (Acis), Sophie Daneman (Galatea), Alan Ewing (Polypheme), Patricia Petibon (Damon)
Les Arts Florissants; Dir. William Christie (91 min)
- Opus Arte OA1025D (2010): Charles Workman & Edward Watson (Acis), Danielle de Niese & Lauren Cuthbertson (Galatea), Matthew Rose & Eric Underwood (Polypheme), Paul Agnew & Steven McRae (Damon)
The Royal Ballet, The Royal Opera Extra Chorus & Orchestra of the Age of Enlightenment; Dir. Christopher Hogwood (110 min, DVD)
- Chandos CHSA0404(2) (2017): Allan Clayton (Acis), Lucy Crowe (Galatea), Neal Davies (Polypheme), Benjamin Hulett (Damon)
Early Opera Company; Dir. Christian Curnyn (86 min)
- Coro COR16169 (2019): Jeremy Budd (Acis), Grace Davidson (Galatea), Stuart Young (Polypheme), Mark Dobell (Damon)
The Sixteen; Dir. Harry Christophers (88 min)

### Fassung in der Bearbeitung von Mozart (KV566)
- Fontana 875 064 CY (1959): Richard van Vrooman (Acis), Maria Harvey (Galatea), David Bruce (Polyphem)
Oberlin Chor und Camerata Academica des Mozarteums Salzburg; Dir. Bernhard Paumgartner (99 min, Partie des Damon war gestrichen)
- Orfeo C133852 (1983): Anthony Rolfe Johnson (Acis), Edith Mathis (Galatea), Robert Lloyd (Polyphem), Robert Gambill (Damon)
ORF Radio-Symphonieorchester & ORF Chor Wien; Dir. Peter Schreier (99 min)
- Decca 4831927 (1990): John Mark Ainsley (Acis), Lynne Dawson (Galatea), Michael George (Polyphem), Nico van der Meel (Damon)
Handel and Haydn Society & Chorus; Dir. Christopher Hogwood (96 min)
- Archiv Produktion 447700-2 (1992): Jamie MacDougall (Acis), Barbara Bonney (Galatea), John Tomlinson (Polyphem), Markus Schäfer (Damon)
The English Concert & Choir; Dir. Trevor Pinnock (104 min)

### Fassung in der Bearbeitung von Mendelssohn-Bartholdy
- Carus CAR83420 (2008): Christoph Prégardien (Acis), Julia Kleiter (Galatea), Wolf Matthias Friedrich (Polyphem), Michael Slattery (Damon)
 FestspielOrchester Göttingen, NDR Chor; Dir. Nicholas McGegan (72 min)
- Nimbus NI6201 (2012): Benjamin Hulett (Acis), Jeni Bern (Galatea), Brindley Sherratt (Polyphem), Nathan Vale (Damon)
Choir of Christ Church Cathedral Oxford & Oxford Philomusica; Dir. Stephen Darlington (75 min)